# Cardepia legraini
Cardepia legraini is een vlinder uit de familie uilen (Noctuidae). De wetenschappelijke naam van deze soort is voor het eerst geldig gepubliceerd in 1998 door Hacker.
De soort komt voor in tropisch Afrika.